# 大阪府第14區
大阪府第14區是日本眾議院的選區，始於1994年。

## 小選舉区選出議員
| 選舉名                 | 年     | 当選者   | 党派       | 選區範圍                           |
| ---------------------- | ------ | -------- | ---------- | ---------------------------------- |
| 第41屆眾議院議員總選舉 | 1996年 | 中村銳一 | 新進党     | 八尾市、柏原市、羽曳野市、藤井寺市 |
| 第42屆眾議院議員總選舉 | 2000年 | 谷畑孝   | 自由民主党 | 八尾市、柏原市、羽曳野市、藤井寺市 |
| 第43屆眾議院議員總選舉 | 2003年 | 谷畑孝   | 自由民主党 | 八尾市、柏原市、羽曳野市、藤井寺市 |
| 第44屆眾議院議員總選舉 | 2005年 | 谷畑孝   | 自由民主党 | 八尾市、柏原市、羽曳野市、藤井寺市 |
| 第45屆眾議院議員總選舉 | 2009年 | 長尾敬   | 民主党     | 八尾市、柏原市、羽曳野市、藤井寺市 |
| 第46屆眾議院議員總選舉 | 2012年 | 谷畑孝   | 日本維新会 | 八尾市、柏原市、羽曳野市、藤井寺市 |
| 第47屆眾議院議員總選舉 | 2014年 | 谷畑孝   | 維新党     | 八尾市、柏原市、羽曳野市、藤井寺市 |
| 第48屆眾議院議員總選舉 | 2017年 | 長尾敬   | 自由民主党 | 八尾市、柏原市、羽曳野市、藤井寺市 |
| 第49屆眾議院議員總選舉 | 2021年 | 青柳仁士 | 日本維新会 | 八尾市、柏原市、羽曳野市、藤井寺市 |
| 第50屆眾議院議員總選舉 | 2024年 |          |            |                                    |